# Messeng (Nkoteng)
Pour les articles homonymes, voir Messeng.
Messeng est une localité de la région du Centre au Cameroun, localisée dans la commune de Nkoteng et le département de la Haute-Sanaga.

## Population
En 1963, Messeng comptait 80 habitants, principalement des Baboute.
Lors du recensement de 2005, ce nombre s'élevait à 158.